# Barotac Nuevo
Barotac Nuevo is een gemeente in de Filipijnse provincie Iloilo op het eiland Panay. Bij de laatste census in 2010 telde de gemeente bijna 52 duizend inwoners.

## Geografie

### Bestuurlijke indeling
Barotac Nuevo is onderverdeeld in de volgende 29 barangays:
| - Acuit - Agcuyawan Calsada - Agcuyawan Pulo - Bagongbong - Baras - Bungca - Cabilauan - Cruz - Guintas - Igbong - Ilaud Poblacion - Ilaya Poblacion - Jalaud - Lagubang - Lanas | - Lico-an - Linao - Monpon - Palaciawan - Patag - Salihid - So-ol - Sohoton - Tabuc-Suba - Tabucan - Talisay - Tinorian - Tiwi - Tubungan |

## Demografie
Barotac Nuevo had bij de census van 2010 een inwoneraantal van 51.867 mensen. Dit waren 2.352 mensen (4,8%) meer dan bij de vorige census van 2007. Ten opzichte van de census van 2000 was het aantal inwoners gegroeid met 6.063 mensen (13,2%). De gemiddelde jaarlijkse groei in die periode kwam daarmee uit op 1,25%, hetgeen lager was dan het landelijk jaarlijks gemiddelde over deze periode (1,90%).

De bevolkingsdichtheid van Barotac Nuevo was ten tijde van de laatste census, met 51.867 inwoners op 94,49 km², 548,9 mensen per km².